# Thaumatographe singularis
Thaumatographe singularis är en fjärilsart som beskrevs av W. Warren 1907. Thaumatographe singularis ingår i släktet Thaumatographe och familjen mätare. Inga underarter finns listade i Catalogue of Life.